# RB Leipzig in het seizoen 2015/16
Het seizoen 2015/2016 was het 7e jaar in het bestaan van de Duitse voetbalclub RB Leipzig. De ploeg kwam uit in de 2. Bundesliga en eindigde op de tweede plaats, dit betekende rechtstreekse promotie naar de Bundesliga. In de strijd om de DFB Pokal verloor de club in de tweede ronde van SpVgg Unterhaching met 0–3.

## Wedstrijdstatistieken

### 2. Bundesliga
|       | Arminia Bielefeld | VfL Bochum | Eintracht Braunschweig | MSV Duisburg | Fortuna Düsseldorf | FSV Frankfurt | SC Freiburg | SpVgg Greuther Fürth | 1. FC Heidenheim 1846 | 1. FC Kaiserslautern | Karlsruher SC | TSV 1860 München | 1. FC Nürnberg | SC Paderborn 07 | SV Sandhausen | FC St. Pauli | 1. FC Union Berlin |
| ----- | ----------------- | ---------- | ---------------------- | ------------ | ------------------ | ------------- | ----------- | -------------------- | --------------------- | -------------------- | ------------- | ---------------- | -------------- | --------------- | ------------- | ------------ | ------------------ |
| Thuis | 1 – 1             | 3 – 1      | 2 – 0                  | 4 – 2        | 2 – 1              | 3 – 1         | 1 – 1       | 2 – 2                | 3 – 1                 | 0 – 2                | 2 – 0         | 2 – 1            | 3 – 2          | 2 – 0           | 0 – 1         | 0 – 1        | 3 – 0              |
| Uit   | 0 – 1             | 0 – 1      | 0 – 2                  | 1 – 0        | 1 – 3              | 0 – 1         | 2 – 1       | 1 – 2                | 1 – 1                 | 1 – 1                | 0 – 1         | 2 – 2            | 3 – 1          | 0 – 1           | 1 – 2         | 1 – 0        | 1 – 1              |

### DFB Pokal
| 1e ronde                                       | VfL Osnabrück                                                  | 0 – 2                                                      | RB Leipzig |  |
| Plaats: Osnabrück Stadion an der Bremer Brücke |                                                                | * RB Leipzig kreeg de overwinning na een aanstekerincident |            |  |
| 2e ronde                                       | SpVgg Unterhaching                                             | 3 – 0 (2 – 0)                                              | RB Leipzig |  |
| Plaats: Unterhaching Alpenbauer Sportpark      | Markus Einsiedler 5' Marco Rosenzweig 23' Thomas Steinherr 67' |                                                            |            |  |

## Statistieken RB Leipzig 2015/2016

### Eindstand RB Leipzig in de 2. Bundesliga 2015 / 2016
| Stand | Gespeeld | Gewonnen | Gelijk | Verloren | Punten | Doelpunten voor | Doelpunten tegen | Gele kaarten | Rode kaarten |
| ----- | -------- | -------- | ------ | -------- | ------ | --------------- | ---------------- | ------------ | ------------ |
| 2e    | 34       | 20       | 7      | 7        | 67     | 54              | 32               | –            | –            |

### Topscorers
| #      | Naam               | Goal |
| ------ | ------------------ | ---- |
| 1.     | Davie Selke        | 10   |
| 2.     | Emil Forsberg      | 8    |
| 2.     | Marcel Sabitzer    | 8    |
| 3.     | Dominik Kaiser     | 7    |
| 3.     | Yussuf Poulsen     | 7    |
| 4.     | Marvin Compper     | 3    |
| 4.     | Marcel Halstenberg | 3    |
| 5.     | Massimo Bruno      | 2    |
| 6.     | Stefan Ilsanker    | 1    |
| 6.     | Lukas Klostermann  | 1    |
| 6.     | Atınç Nukan        | 1    |
| 6.     | Willi Orban        | 1    |
| 6.     | Nils Quaschner     | 1    |
| Totaal | Totaal             | 54   |

| #      | Naam        | Goal |
| ------ | ----------- | ---- |
| –      | Geen speler | 0    |
| Totaal | Totaal      | 0    |